# 8330 Fitzroy
8330 Fitzroy este un asteroid din centura principală, descoperit pe 28 martie 1982, de H. Debehogne.